# Marvel Mangaverso
Marvel Mangaverso foi uma publicação mensal de histórias em quadrinhos, originalmente publicadas pela editora estadunidense Marvel Comics, criada pelo quadrinista Ben Dunn distribuídas no Brasil pela Editora Panini. A série era focada na publicação da linha Mangaverso da Marvel, que buscava apresentar uma versão mangá dos tradicionais personagens da editora. Embora após seu cancelamento tenha-se referido à série como uma minissérie, durante toda sua publicação ela sempre foi tratada como uma publicação mensal regular, inclusive pela própria editora no expediente da revista.
Quando iniciou sua publicação, em agosto de 2002, foi um dos títulos a inaugurar a linha econômica da Panini, na primeira leva de lançamentos após a Panini começar a trabalhar com os títulos Marvel em janeiro de 2002.
A série foi inteiramente publicada no "formato econômico" da Panini (15 x 24,5 cm), sendo Marvel Mangaverso #13, inclusive, a última edição publicada neste formato pela Panini, pois no mês de seu lançamento (agosto de 2003), todas as demais séries até então publicadas naquele formato pela editora passaram a ser lançadas em formato americano (17 cm x 26 cm).

## Publicação pela Panini Comics

### Marvel Mangaverso (2002-2003)

#### Publicações
- Marvel Mangaverse (#06-#08)
- Marvel Mangaverse: Avengers Assemble! (#03)
- Marvel Mangaverse: Eternity Twilight (#05)
- Marvel Mangaverse: Fantastic Four (#02)
- Marvel Mangaverse: Ghost Riders (#02)
- Marvel Mangaverse: New Dawn (#01)
- Marvel Mangaverse: Punisher (#03)
- Marvel Mangaverse: Spider-Man (#04)
- Marvel Mangaverse: X-Men (#04)
- Spider-Man: Legend of The Spider-Clan (#09-#11)
- X-Men: Ronin (#11-#13)

#### Edições
| Edição brasileira | História 1                                | História 2                                | Data de publicação |
| ----------------- | ----------------------------------------- | ----------------------------------------- | ------------------ |
| #01               | Marvel Mangaverse: New Dawn #01           | Marvel Mangaverse: New Dawn #01           | ago 02             |
| #02               | Marvel Mangaverse: Fantastic Four #01     | Marvel Mangaverse: Ghost Riders #01       | set 02             |
| #03               | Marvel Mangaverse: Avengers Assemble! #01 | Marvel Mangaverse: Punisher #01           | out 02             |
| #04               | Marvel Mangaverse: Spider-Man #01         | Marvel Mangaverse: X-Men #01              | nov 02             |
| #05               | Marvel Mangaverse: Eternity Twilight #01  | Marvel Mangaverse: Eternity Twilight #01  | dez 02             |
| #06               | Marvel Mangaverse #01                     | Marvel Mangaverse #02                     | jan 03             |
| #07               | Marvel Mangaverse #03                     | Marvel Mangaverse #04                     | fev 03             |
| #08               | Marvel Mangaverse #05                     | Marvel Mangaverse #06                     | mar 03             |
| #09               | Spider-Man: Legend of The Spider-Clan #01 | Spider-Man: Legend of The Spider-Clan #02 | abr 03             |
| #10               | Spider-Man: Legend of The Spider-Clan #03 | Spider-Man: Legend of The Spider-Clan #04 | mai 03             |
| #11               | Spider-Man: Legend of The Spider-Clan #05 | X-Men: Ronin #01                          | jun 03             |
| #12               | X-Men: Ronin #02                          | X-Men: Ronin #03                          | jul 03             |
| #13               | X-Men: Ronin #04                          | X-Men: Ronin #05                          | ago 03             |